# آرون هورتون
آرون هورتون (انگلیسی: Aaron Horton؛ زادهٔ ۱۹ مهٔ ۱۹۹۲) بازیکن فوتبال اهل ایالات متحده آمریکا است.
از باشگاه‌هایی که در آن بازی کرده‌است می‌توان به کلمبوس کرو، باشگاه فوتبال اورنج کانتی بلوز، و باشگاه فوتبال سارایوو اشاره کرد.
وی همچنین در تیم ملی فوتبال United States U17 بازی کرده‌است.